# ブラム・ストーカー賞
ブラム・ストーカー賞（ブラム・ストーカーしょう、Bram Stoker Award）は、アメリカ合衆国のホラー作家協会(HWA、Horror Writers Association)が毎年主催する、その年に出版された最も優れたホラー小説、ダーク・ファンタジーなどに贈られる賞。
1988年に上述のHWAが設立され、その活動の一つとして創設された。名称はホラー小説の古典『吸血鬼ドラキュラ』の作者であるブラム・ストーカーにちなむ。

## 受賞作品

### 1988年
最優秀長編賞
- 『ミザリー』（Misery、スティーヴン・キング）
- 『スワン・ソング』（Swan Song、ロバート・R・マキャモン）

最優秀処女長編賞
- 『The Manse』 (Lisa Cantrell)

最優秀中編賞
- 「洋梨形の男」（The Pear-Shaped Man、ジョージ・R・R・マーティン）
- 「死からよみがえった少年」（The Boy Who Came Back From the Dead、アラン・ロジャース(Alan Rodgers)）

最優秀短編賞
- 「水の底」（The Deep End、ロバート・R・マキャモン）

### 1989年
最優秀長編賞
- 『羊たちの沈黙』（The Silence of the Lambs、トマス・ハリス）

最優秀処女長編賞
- 「The Suiting」 (Kelley Wilde)

最優秀中編賞
- 「オレンジは苦悩、ブルーは狂気」（Orange is for Anguish, Blue for Insanity、ディヴィッド・マレル）

最優秀短編賞
- 「ミッドナイト・ホラー・ショウ」（Night They Missed the Horror Show、ジョー・R・ランズデイル）

### 1990年
最優秀長編賞
- 『殺戮のチェスゲーム』（Carrion Comfort、ダン・シモンズ）

最優秀処女長編賞
- 『ミッドナイト・ブルー』（Sunglasses After Dark、ナンシー・A・コリンズ）

最優秀中編賞
- 「キャデラック砂漠の奥地にて、死者たちと戯るの書」（On the Far Side of the Cadillac Desert with Dead Foks、ジョー・R・ランズデイル）

最優秀短編賞
- 「わたしを食べて」（Eat Me、ロバート・R・マキャモン）

### 1991年
最優秀長編賞
- 『マイン』（Mine、ロバート・R・マキャモン）

最優秀処女長編賞
- 「The Revelation」（ベントリー・リトル(Bentley Little)）

最優秀中編賞
- 「Stephen」（エリザベス・マシー(Elizabeth Massie)）

最優秀短編賞
- 「The Calling」（D・B・シルヴァ(David B. Silva)）

### 1992年
最優秀長編賞
- 『少年時代』（Boy's Life、ロバート・R・マキャモン）

最優秀処女長編賞
- 『虚ろな穴』（The Cipher、キャシー・コージャ(Kathe Koja)）
- 『Prodigal』（メラニー・テム(Melanie Tem) ）

最優秀中編賞
- 「墓から伸びる美しい髪」（The Beautiful Uncut Hair of Graves、ディヴィッド・マレル）

最優秀短編賞
- 「Lady Madonna」（ナンシー・ホールダー）

### 1993年
最優秀長編賞
- 『聖なる血』（Blood of the Lamb、トーマス・F・モンテレオーネ）

最優秀処女長編賞
- 『Sineater』（エリザベス・マシー）

最優秀中編賞
- 「Aliens: Tribes」（スティーヴン・ビセット (Stephen Bissette)）
- 「ハーレクィン・ロマンスに挟まっていたヌード・ピンナップ」（The Events Concerning a Nude Fold-Out Found in a Harlequin Romance、ジョー・R・ランズデイル）

最優秀短編賞
- 「最後のクラス写真」（This Year's Class Picture、ダン・シモンズ）

### 1994年
最優秀長編賞
- 『スロート』（The Throat、ピーター・ストラウブ）

最優秀処女長編賞
- 『The Thread that Binds the Bones』（ニーナ・キリキ・ホフマン(Nina Kiriki Hoffman)）

最優秀中編賞
- 「ぼくらがロード・ドッグを葬った夜」（The Night We Buried Road Dog、ジャック・ケイデイ(Jack Cady)）
- 「Mefisto in Onyx」（ハーラン・エリスン）
- 「バンコクに死す」（Death in Bangkok、ダン・シモンズ）

最優秀短編賞
- 「人魚の声が聞こえる」（I Hear the Mermaids Singing、ナンシー・ホールダー）

### 1995年
最優秀長編賞
- 『Dead in the Water』（ナンシー・ホールダー）

最優秀処女長編賞
- 『Grave Markings』 (Michael Arnzen)

最優秀中編賞
- 「The Scent of Vinegar」（ロバート・ブロック）

最優秀短編賞
- 「The Box」（ジャック・ケッチャム）

### 1996年
最優秀長編賞
- 『生ける屍』（Zombie、ジョイス・キャロル・オーツ）

最優秀処女長編賞
- 『The Safety of Unknown Cities』（ルーシー・テイラー）

最優秀中編賞
- 「ゴーサム・カフェで昼食を」（Lunch at the Gotham Cafe、スティーヴン・キング）

最優秀短編賞
- 「Chatting With Anubis」（ハーラン・エリスン）

### 1997年
最優秀長編賞
- 『グリーンマイル』（The Green Mile、スティーヴン・キング）

最優秀処女長編賞
- 『Crota』（オウル・ゴーインバック (Owl Goingback)）

最優秀中編賞
- 「The Red Tower」（トーマス・リゴッティ）

最優秀短編賞
- 「メタリカ」（Metallica、P・D・カセック (P. D. Cacek)）

### 1998年
最優秀長編賞
- 『Children of the Dusk』 (Janet Berliner & George Guthrdge)

最優秀処女長編賞
- 『Lives of the Monster Dogs』 (Kirsten Bakis)

最優秀中編賞
- 「審判の日」（The Big Blow、ジョー・R・ランズデイル）

最優秀短編賞
- 「Rat Food」 (エド・ヴァン・ベルコム＆デイビット・ニッケル (Edo van Belkom & David Nickle)）

### 1999年
最優秀長編賞
- 『骨の袋』（Bag of Bones、スティーヴン・キング）

最優秀処女長編賞
- 『Dawn Song』 (Michael Marano)

長編フィクション賞
- 「ミスター・クラッブ＆ミスター・カフ」（Mr. Clubb and Mr. Cuff、ピーター・ストラウブ）

短編フィクション賞
- 「死んだ少年はあなたの窓辺に」（The Dead Boy at Your Window ブルース・ホランド・ロジャーズ(Bruce Holland Rogers)）

### 2000年
最優秀長編賞
- 『ミスターX』（Mr. X、ピーター・ストラウブ）

最優秀処女長編賞
- 『Wither』（ジョン・パサレラ (J. G. Passarella)）

長編フィクション賞
- 『Five Days in April』 (Brian A. Hopkins)
- 『狂犬の夏』（Mad Dog Summer、ジョー・R・ランズデイル）

短編フィクション賞
- 「Aftershock」（F・ポール・ウィルソン）

### 2001年
最優秀長編賞
- 『The Traveling Vampire Show』（リチャード・レイモン (Richard Laymon)）

最優秀処女長編賞
- 『The Licking Valley Coon Hunters Club』 (Brian A. Hopkins)

長編フィクション賞
- 『The Man on the Ceiling』（スティーヴ・ラスニック・テム & メラニー・テム (Steve Rasnic Tem & Melanie Tem) ）

短編フィクション賞
- 「Gone」（ジャック・ケッチャム）

### 2002年
最優秀長編賞
- 『アメリカン・ゴッズ』（American Gods、ニール・ゲイマン）

最優秀処女長編賞
- 『Deadliest of the Species』 (Michael Oliveri)

長編フィクション賞
- 『In These Final Days of Sales』（スティーヴ・ラスニック・テム）

短編フィクション賞
- 「Reconstructing Amy」（ティム・レボン (Tim Lebbon)）

最優秀短編集
- 『The Man with the Barbed-Wire Fists』（ノーマン・パートリッジ (Norman Partridge)）

アンソロジー部門受賞
- 『Extremes 2: Fantasy and Horror from the Ends of the Earth』(Brian A. Hopkins編)

ノンフィクション部門賞
- 『Jobs in Hell』 （ブライアン・キーン (Brian Keene)編）

### 2003年
最優秀長編賞
- 『The Night Class』 (Tom Piccirilli)

最優秀処女長編賞
- 『ラブリー・ボーン』 （The Lovely Bones、アリス・シーボルド）

長編フィクション賞
- 『El Dia de los Muertos』 (Brian A. Hopkins)
- 『My Work Is Not Yet Done』（トーマス・リゴッティ）

短編フィクション賞
- 「The Misfit Child Grows Fat on Despair」 (Tom Piccirilli)

最優秀短編集賞
- 『社交ダンスが終った夜に』（One More for the Road、レイ・ブラッドベリ）

アンソロジー部門賞
- 『The Darker Side: Generations of Horror』 (John Pelan編)

ノンフィクション部門賞
- 『Ramsey Campbell, Probably: Essays on Horror and Sundry Fantasies』（ラムジー・キャンベル）

### 2004年
最優秀長編賞
- 『lost boy lost girl』（ピーター・ストラウブ）

最優秀処女長編賞
- 『The Rising』 (ブライアン・キーン)

長編フィクション賞
- 『閉店時間』（ジャック・ケッチャム）

短編フィクション賞
- 「Duty」 (Gary A. Braunbeck)

最優秀短編集
- 『Peaceable Kingdom』（ジャック・ケッチャム）

アンソロジー部門賞
- 『Borderlands 5』（エリザベス・モンテレオーニ & トマス・F・モンテレオーニ編）

ノンフィクション部門賞
- 『The Mothers and Fathers Italian Association』（トマス・F・モンテレオーニ）

### 2005年
最優秀長編賞
- 『In the Night Room』（ピーター・ストラウブ）

最優秀処女長編賞
- 『Covenant』 (John Everson)
- 『Stained』 (Lee Thomas)

長編フィクション賞
- 『The Turtle Boy』 (Kealan-Patrick Burke)

短編フィクション賞
- 「Nimitseahpah」（ナンシー・エチメンディ (Nancy Etchemendy)）

最優秀短編集
- 『Fearful Symmetries』（トマス・F・モンテレオーニ）

アンソロジー部門賞
- 『The Year's Best Fantasy and Horror: Seventeenth Annual Collection』（エレン・ダトロウ, ケリー・リンク & ギャビン・J・グラント編）

ノンフィクション部門賞
- 『Hellnotes』 (Judi Rohrig)

### 2006年
最優秀長編賞
- 『廃墟ホテル』（Creepers、ディヴィッド・マレル）
- 『Dread in the Beast』 (Charlee Jacob)

最優秀処女長編賞
- 『Scarecrow Gods』（ウェストン・オクセ (Weston Ochse)）

長編フィクション賞
- 『年間ホラー傑作選』（Best New Horror、ジョー・ヒル）

短編フィクション賞
- 「We Now Pause for Station Identification」 (Gary Braunbeck)

最優秀短編集
- 『20世紀の幽霊たち』（20th Century Ghosts、ジョー・ヒル）

アンソロジー部門賞
- 『Dark Delicacies』（Del Howison & Jeff Gelb編)

ノンフィクション部門賞
- 『Horror: Another 100 Best Books』（ステファン・ジョーンズ & キム・ニューマン）

### 2007年
最優秀長編賞
- 『リーシーの物語』（Lisey's Story、スティーヴン・キング）

最優秀処女長編賞
- 『Ghost Road Blues』 (Jonathan Maberry)

長編フィクション賞
- 『Dark Harvest』（ノーマン・パートリッジ(Norman Partridge)）

短編フィクション賞
- 「Tested」 (Lisa Morton)

最優秀短編集
- 『Destinations Unknown』（ゲイリー・A・ブラウンベック(Gary A. Braunbeck)）

アンソロジー部門賞
- 『Mondo Zombie』（ジョン・スキップ編）
- 『Retro Pulp Tales』（ジョー・R・ランズデイル編）

ノンフィクション部門賞
- 『Final Exits: The Illustrated Encyclopedia of How We Die』 (Michael Largo)
- 『Gospel of the Living Dead: George Romero's Visions of Hell on Earth』 (Kim Paffenroth)

### 2008年
最優秀長編賞
- 『The Missing』 (サラ・ランガン(Sarah Langan))

最優秀処女長編賞
- 『ハートシェイプト・ボックス』（Heart-shaped Box、ジョー・ヒル）

長編フィクション賞
- 『Afterward, There Will Be a Hallway』 (Gary Braunbeck)

短編フィクション賞
- 「The Gentle Brush of Wings」 (David Niall Wilson)

最優秀短編集
- 『5 Stories』（ピーター・ストラウヴ）
- 『Proverbs for Monsters』 (Michael A. Arnzen)

アンソロジー部門賞
- 『Five Strokes to Midnight』（Gary Braunbeck & Hank Schwaeble編）

ノンフィクション部門賞
- 『The Cryptopedia: A Dictionary of the Weird, Strange & Downright Bizarre』 (Jonathan Maberry & David F. Kramer)

### 2009年
最優秀長編賞
- 『悪霊の島』（Duma Key、スティーヴン・キング）

最優秀処女長編賞
- 『The Gentling Box』 (リサ・マネッティ (Lisa Mannetti)）

長編フィクション賞
- 『Miranda』 (ジョン・R・リトル (John R. Little)）

短編フィクション賞
- 「The Lost」 (サラ・ランガン)

最優秀短編集
- 『夕暮れをすぎて』/『夜がはじまるとき』（Just After Sunset、スティーヴン・キング）

アンソロジー部門賞
- 『Unspeakable Horror』（ビンス・A・リアグーノ(Vince A. Liaguno)＆チャド・ヘルダー(Chad Helder)編）

ノンフィクション部門賞
- 『A Hallowe'en anthology』 (リサ・モートン)

### 2010年
長編小説部門
- 『Audrey's Door』 (サラ・ランガン)

中編小説部門
- 「Miranda」 (ジョン・R・リトル)

短編小説部門
- 「The Lost」 (サラ・ランガン)

新人賞
- 『The Gentling Box』 (リサ・マネッティ)

詩集部門
- 『The Nightmare Collection』 (ブルース・ボストン)

ノンフィクション部門
- 『A Hallowe'en Anthology』 (リサ・モートン)

小説集（コレクション）部門
- 『Just After Sunset』 (スティーヴン・キング)

アンソロジー部門
- 『Unspeakable Horror』 (ビンス・A・リアグーノ＆チャド・ヘルダー編)

### 2011年
長編小説部門
- 『A Dark Matter』 (ピーター・ストラウブ)

中編小説部門
- 「The Lucid Dreaming」 (リサ・モートン)

短編小説部門
- 「In the Porches of My Ears」 (ノーマン・プレンティス)

新人賞
- 『Damnable』 (ハンク・シュワイーブル)

詩集部門
- 『Chimeric Machines』 (ルーシー・A・スナイダー)

ノンフィクション部門
- 『Writers Workshop of Horror』 (マイケル・ノースト)

小説集（コレクション）部門
- 『Taste of Tenderloin』 (ジーン・オニール)

アンソロジー部門
- 『ヒー・イズ・レジェンド』（He Is Legend、クリストファー・コンロン）

功労賞
- ウィリアム・F・ノーラン、ブライアン・ラムレイ

### 2012年
長編小説部門
- 『Flesh Eaters』(ジョー・マッキンニー)

中編小説部門
- 「Invisible Fences」 (ノーマン・プレンティス)

短編小説部門
- The Folding Man」 (ジョー・R・ランズデール)

新人賞
- 『Black and Orange』 (ベンジャミン・カネ・エスリッジ)
- 『Castle of Los Angeles』 (リサ・モートン)

詩集部門
- 『Dark Matters』 (ブルース・ボストン)

ノンフィクション部門
- 『To Each Their Darkness』 (ゲイリー・A・ブラウンベック)

小説集（コレクション）部門
- 『Full Dark, No Stars』 (スティーヴン・キング)

アンソロジー部門
- 『Haunted Legends』 (エレン・ダトロウ, ニック・ママタス)

功労賞
- アル・フェルドスタイン、エレン・ダトロウ

### 2013年
長編小説部門
- 『The Drowning Girl』 (ケイトリン・R・キアナン)

中編小説部門
- 「The Ballad of Ballard and Sandrine」 (ピーター・ストラウブ)

短編小説部門
- 「Herman Wouk Is Still Alive」 (スティーヴン・キング)

新人賞
- 『Isis Unbound』 (アリソン・バード)

ヤングアダルト向け小説部門
- 『The Screaming Season』 (ナンシー・ホルダー)
- 『Dust and Decay』 (ジョナサン・マベリー)

グラフィックノベル
- 『ネオノミコン』（Neonomicon、アラン・ムーア, ジェイセン・バロウズ)

詩集部門
- 『How to Recognize a Demon Has Become Your Friend』 (リンダ・アディスン)

ノンフィクション部門
- 『Stephen King: A Literary Companion』 (ロッキー・ウッド)

脚本部門
- 「アメリカン・ホラー・ストーリー」シーズン1第12話“悪魔の子” (ジェシカ・シャーザー)

小説集（コレクション）部門
- 『The Corn Maiden and Other Nightmares』 (ジョイス・キャロル・オーツ)

アンソロジー部門
- 『Demons: Encounters with the Devil and his Minions, Fallen Angels and the Possessed』 (ジョン・スキップ)

功労賞
- リック・ハウタラ、ジョー・R・ランズデール

世紀の吸血鬼小説
- 『地球最後の男』 (リチャード・マシスン)

銀の槌賞
- ガイ・アンソニー・デ・マルコ

リチャード レイモン賞
- カレン・ランズデール

### 2014年
長編小説部門
- 『ドクター・スリープ』（スティーブン・キング）

中編小説部門
- 「The Blue Heron」 (ジーン・オニール)

短編小説部門
- 「Magdala Amygdala」 (ルーシー・A・スナイダー)

新人賞
- 『Life Rage』 (L・L・スワレス)

ヤングアダルト向け小説部門
- 『Flesh & Bone』 (ジョナサン・マベリー)

グラフィックノベル
- 『Witch Hunts: A Graphic History of the Burning Times』 (ロッキー・ウッド, リサ・モートン)

詩集部門
- 『Vampires, Zombies & Wanton Souls』 （マージ・サイモン)

ノンフィクション部門
- 『ハロウィーンの文化誌』（Trick or Treat: A History of Halloween、リサ・モートン)

脚本部門
- 『キャビン』 (ジョス・ウェドン, ドリュー・ゴダード)

小説集（コレクション）部門
- 『New Moon on the Water』 (モート・キャッスル)

アンソロジー部門
- 『Shadow Show』 (モート・キャッスル, サム・ウェルラー)

功労賞
- クライヴ・バーカー、ロバート・R・マキャモン

銀の槌賞
- Charles Day

リチャード レイモン賞
- ジェームス・チェンバーズ

### 2015年
長編小説部門
- 『Blood Kin』 (スティーブ・ラスニック・テム)

中編小説部門
- 「Fishing for Dinosaurs」 (ジョー・R・ランズデール)

短編小説部門
- 「The Vaporization Enthalpy of a Peculiar Pakistani Family」 (ウスマン・T・マリク)
- 「Ruminations」 (レナ・メイソン)

新人賞
- 『Mr. Wicker』 (マリア・アレクサンダー)

ヤングアダルト向け小説部門
- 『Phoenix Island』 (John Dixon)

グラフィックノベル
- 『Bad Blood』 (ジョナサン・マベリー)

詩集部門
- 『Forgiving Judas』 (トーマス・ピッチリリ)

ノンフィクション部門
- 『Shooting Yourself in the Head For Fun and Profit: A Writer's Survival Guide』 (ルーシー・A・スナイダー)

脚本部門
- 『ババドック 暗闇の魔物』（The Babadook、ジェニファー・ケント）

小説集（コレクション）部門
- 『Soft Apocalypses』 (ルーシー・A・スナイダー)

アンソロジー部門
- 『Fearful Symmetries』 (エレン・ダトロウ)

### 2016年
長編小説部門
- 『A Head Full of Ghosts』 (ポール・G・トレンブレー)

中編小説部門
- 「Little Dead Red」 (Mercedes M. Yardley)

短編小説部門
- 「Happy Joe's Rest Stop」 (John Palisano)

新人賞
- 『Mr. Suicide』 (Nicole Cushing)

ヤングアダルト向け小説部門
- 『Devil's Pocket』 (John Dixon)

グラフィックノベル
- 『Shadow Show: Stories in Celebration of Ray Bradbury』 (Mort Castle, Carlos Guzman, Chris Ryall, Sam Weller)

詩集部門
- 『Eden Underground』 (Alessandro Manzetti)

ノンフィクション部門
- 『The Art of Horror』 (Stephen Jones)

脚本部門
- 『イット・フォローズ』 (デヴィッド・ロバート・ミッチェル)

小説集（コレクション）部門
- 『While the Black Stars Burn』 (Lucy A. Snyder)

アンソロジー部門
- 『The Library of the Dead』 (Michael Bailey)

### 2017年
長編小説部門
- 『The Fisherman』 (ジョン・ランガン)

中編小説部門
- 「The Winter Box」 (ティム・ワゴナー)

短編小説部門
- 「The Crawl Space」 (ジョイス・キャロル・オーツ)

新人賞
- 『Haven』 (トム・デッディ)

ヤングアダルト向け小説部門
- 『Snowed』 (マリア・アレクサンダー)

グラフィックノベル
- 『Kolchak the Night Stalker: The Forgotten Lore of Edgar Allan Poe』 (ジェームス・チェンバーズ)

詩集部門
- 『Brothel』 (ステファニー・M・ウィトビック)

ノンフィクション部門
- 『Shirley Jackson: A Rather Haunted Life』 (ルース・フランクリン)

脚本部門
- 『ウィッチ』 (ロバート・エガース)

小説集（コレクション）部門
- 『The Doll-Master and Other Tales of Terror』 (ジョイス・キャロル・オーツ)

アンソロジー部門
- 『Borderlands 6』 (トーマス・F・モンテレオーネ, オリビア・F・モンテレオーネ)

### 2018年
長編小説部門
- 『Ararat』 (クリストファー・ゴールデン)

中編小説部門
- 「Mapping the Interior」 (Stephen Graham Jones)

短編小説部門
- 「Apocalypse Then」 (Lisa Mannetti)

新人賞
- 『Cold Cuts』 (Robert Payne Cabeen)

ヤングアダルト向け小説部門
- 『The Last Harvest』 (Kim Liggett)

グラフィックノベル
- 『キンドレッド: A Graphic Novel Adaptation』 (Damian Duffy、オクティヴィア・E・バトラー)

詩集部門
- 『A Collection of Nightmares』 (Christina Sng)

ノンフィクション部門
- 『Paperbacks from Hell: The Twisted History of ’70s and ’80s Horror Fiction』 (Grady Hendrix)

脚本部門
- 『ゲット・アウト』 (ジョーダン・ピール)

小説集（コレクション）部門
- 『Strange Weather』 (ジョー・ヒル)

アンソロジー部門
- 『Behold!』 (Doug Murano)

### 2019年
長編小説部門
- 『The Cabin at the End of the World』 (ポール・トレンブレイ)

中編小説部門
- 「The Devil’s Throat」 (Rena Mason)

短編小説部門
- 「Mutter」 (Jess Landry)

新人賞
- 『The Rust Maidens』 (Gwendolyn Kiste)

ヤングアダルト向け小説部門
- 『The Dark Descent of Elizabeth Frankenstein』 (Kiersten White)

グラフィックノベル
- 『Victor LaValle’s Destroyer』 (ヴィクター・ラヴァル)

詩集部門
- 『The Devil’s Dreamland』 (Sara Tantlinger)

ノンフィクション部門
- 『It’s Alive: Bringing Your Nightmares to Life』 (Joe Mynhardt、Eugene Johnson)

脚本部門
- 『The Haunting of Hill House: The Bent-Neck Lady』 (Meredith Averill)

小説集（コレクション）部門
- 『That Which Grows Wild』 (Eric J. Guignard)

アンソロジー部門
- 『The Devil and the Deep: Horror Stories of the Sea』 (エレン・ダトロウ)

### 2020年
長編小説部門
- 『Coyote Rage』 (Owl Goingback)

中編小説部門
- 「Up from Slavery」 (ヴィクター・ラヴァル)

短編小説部門
- 「The Eight People Who Murdered Me」 (Gwendolyn Kiste)

新人賞
- 『The Bone Weaver’s Orchard』 (Sarah Read)

ヤングアダルト向け小説部門
- 『Oware Mosaic』 (Nzondi)

グラフィックノベル
- 『Neil Gaiman’s Snow, Glass, Apples』 (Colleen Doran、ニール・ゲイマン)

詩集部門
- 『The Place of Broken Things』 (Linda D. Addison、Alessandro Manzetti)

ノンフィクション部門
- 『Monster, She Wrote: The Women Who Pioneered Horror and Speculative Fiction』 (Lisa Kröger、Melanie R. Anderson)

短編ノンフィクション部門
- 『Magic, Madness, and Women Who Creep: The Power of Individuality in the Work of Charlotte Perkins Gilman』 (Gwendolyn Kiste)

脚本部門
- 『アス』 (ジョーダン・ピール)

小説集（コレクション）部門
- 『Growing Things and Other Stories』 (ポール・トレンブレイ)

アンソロジー部門
- 『Echoes: The Saga Anthology of Ghost Stories』 (エレン・ダトロウ)

### 2021年
長編小説部門
- 『The Only Good Indians』 (Stephen Graham Jones)

中編小説部門
- 「Night of the Mannequins」 (Stephen Graham Jones)

短編小説部門
- 「One Last Transformation」 (Josh Malerman)

新人賞
- 『The Fourth Whore』 (EV Knight)

ヤングアダルト向け小説部門
- 『Clown in a Cornfield』 (Adam Cesare)

グラフィックノベル
- 『Mary Shelley Presents』 (ナンシー・ホールダー、Chiara Di Francia、Amelia Woo)

詩集部門
- 『A Collection of Dreamscapes』 (Christina Sng)

ノンフィクション部門
- 『Writing in the Dark』 (Tim Waggoner)

短編ノンフィクション部門
- 『Speaking of Horror』 (Tim Waggoner)

脚本部門
- 『透明人間』 (リー・ワネル)

小説集（コレクション）部門
- 『Grotesque: Monster Stories』 (Lee Murray)

アンソロジー部門
- 『Black Cranes: Tales of Unquiet Women』 (Lee Murray、Geneve Flynn)

### 2022年
長編小説部門
- 『My Heart is a Chainsaw』 (Stephen Graham Jones)

中編小説部門
- 「Twentieth Anniversary Screening」 (Jeff Strand)

短編小説部門
- 「Permanent Damage」 (Lee Murray)

新人賞
- 『Queen of Teeth』 (Hailey Piper)

ヤングアダルト向け小説部門
- 『The River Has Teeth』 (Erica Waters)

グラフィックノベル
- 『The Inhabitant of the Lake』 (Alessandro Manzetti、Stefano Cardoselli)

詩集部門
- 『Tortured Willows: Bent. Bowed. Unbroken.』 (Lee Murray、Geneve Flynn、Christina Sng、Angela Yuriko Smith)

ノンフィクション部門
- 『Writers Workshop of Horror 2』 (Michael Knost)

短編ノンフィクション部門
- 『Horror Writers: Architects of Hope』 (Angela Yuriko Smith)

脚本部門
- 『真夜中のミサ第6章：使徒言行録』 (マイク・フラナガン、James Flanagan、Jeff Howard)

小説集（コレクション）部門
- 『In That Endlessness, Our End』 (Gemma Files)

アンソロジー部門
- 『When Things Get Dark: Stories Inspired by Shirley Jackson』 (エレン・ダトロウ)

### 2023年
小説部門
- 『The Wehrwolf 』 (Alma Katsu)

長編小説部門
- 『The Devil Takes You Home』 (Gabino Iglesias)

中編小説部門
- 「They Stole Our Hearts」 (Daniel Kraus)

短編小説部門
- 「Fracture」 (Mercedes M. Yardley)

新人賞
- 『Beulah』 (Christi Nogle)

ヤングアダルト向け小説部門
- 『The Triangle』 (Robert P. Ottone)

グラフィックノベル
- 『Kolchak: The Night Stalker: 50th Anniversary』 (James Aquilone)

詩集部門
- 『Crime Scene』 (Cynthia Pelayo)

ノンフィクション部門
- 『Writing in the Dark: The Workbook』 (Tim Waggoner)

短編ノンフィクション部門
- 『I Don’t Read Horror (& Other Weird Tales)』 (Lee Murray)

脚本部門
- 『ブラック・フォン』 (スコット・デリクソン、C. Robert Cargill)
- 『ストレンジャー・シングス 未知の世界:シーズン4.01 “Chapter One: ヘルファイア・クラブ"』 (ダファー兄弟)

小説集（コレクション）部門
- 『Breakable Things』 (Cassandra Khaw)

アンソロジー部門
- 『Screams from the Dark: 29 Tales of Monsters and the Monstrous』 (エレン・ダトロウ)